# Labyrinthbläschen

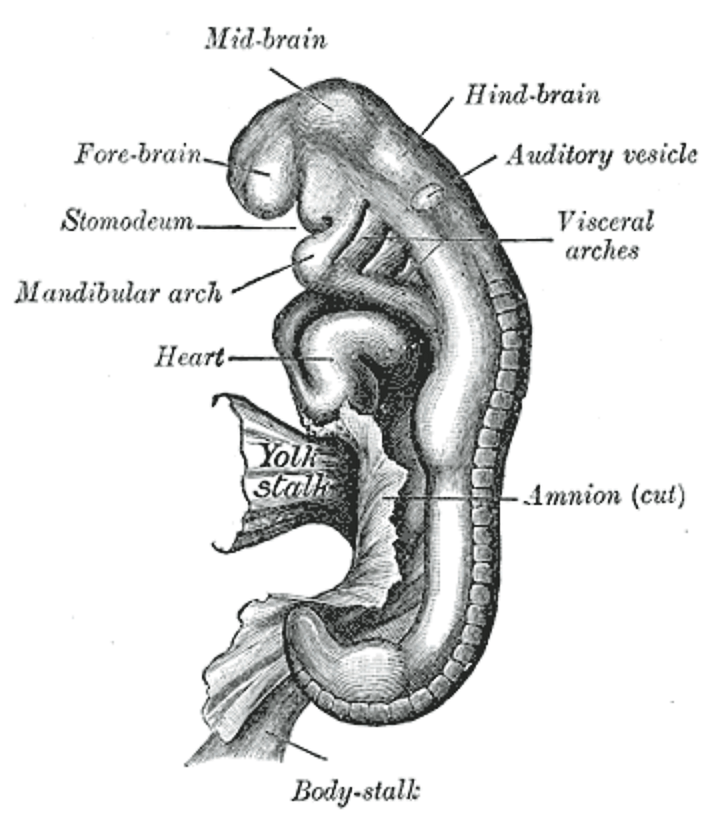
Lage des Labyrinthbläschens (Auditory vesicle) bei einem 3 Wochen alten Embryo

Das Labyrinthbläschen oder Ohrbläschen (Vesicula otica) ist ein in der Ontogenese auftretender Hohlraum, der sich aus dem Ektoderm ableitet und aus dem sich die Strukturen im Innenohr, nämlich Gleichgewichts- und das Hörorgan entwickeln.
Die Entwicklung des Labyrinthbläschen beginnt mir einer Verdickung des Epithels im Rautenhirn, der Ohrplakode. Dies erfolgt beim Menschen in der dritten Entwicklungswoche. Diese senkt sich als Labyrinthgrube in die Tiefe. Bereits in der vierten Entwicklungswoche hat die Labyrinthgrube keinen Kontakt mehr mit der Oberfläche, so dass eine in die Tiefe verlagertes, mit Endolymphe Bläschen entsteht. Um dieses Labyrinthbläschen entstehen im Mesenchym Spalträume, die mit Perilymphe gefüllt sind.
Aus dem rückenseitigen Abschnitt des Labyrinthbläschen differenzieren sich Utriculus und Bogengänge, aus dem bauchseitigen Sacculus und Hörschnecke, genauer der Ductus cochlearis.